# 梅賽德斯烏馬尼亞
梅賽德斯烏馬尼亞（西班牙語：Mercedes Umaña），是薩爾瓦多的城鎮，位於該國東南部，由烏蘇盧坦省負責管轄，面積61.42平方公里，海拔高度386米，2007年人口13,092，人口密度每平方公里213.16人。
13°34′N 88°30′W / 13.567°N 88.500°W